# كارولين أبراس
كارولين أبراس (ولدت في 11 أغسطس 1987 في ساو باولو) هي ممثلة برازيلية، فازت بجائزة أفضل ممثلة في مهرجان دو ريو عن دورها في فيلم إذا لم يعمل شيء آخر عام 2008 . فازت أيضاً مرتين بجائزة أفضل ممثلة عن فيلم قصير في مهرجان غرامادو. في عام 2018 لعبت الممثلة دور ضابطة الشرطة فيرينا كاردوني في مسلسل نيتفليكس الآلية، وهي سلسلة تصور بشكل خيالي عملية عملية مغسل السيارات ، أكبر عملية لمكافحة الفساد في تاريخ البرازيل.

## روابط خارجية
- كارولين أبراس في قاعدة بيانات الأفلام على الإنترنت